# 张庄镇 (平定县)
张庄镇，是中华人民共和国山西省阳泉市平定县下辖的一个乡镇级行政单位。

## 行政区划
张庄镇下辖以下地区：
张庄村、土岭头村、石洼村、桃叶坡村、神峪村、宁艾村、新村、新城村、上马郡头村、下马郡头村、南后峪村、东古贝村、西古贝村、赵家庄村、平垴村、有金岩村、史家山村、井芝峪村、王家坪村、贾家掌村、牛角沟村、岳家山村、郭家山村、郭家垴村、南阳胜村、西城村、夏庄村、白家掌村、北阳胜村、北后峪村、左家村、崔家村、圣堂村、范家掌村和鸦洼村。